# Superliga Brasileira de Voleibol Masculino de 2005–06
A Superliga Masculina de Vôlei 2005/2006 foi um torneio realizado a partir de 7 de Dezembro de 2005 até 29 de Abril de 2006 por doze equipes representando quatro estados.

## Participantes
Banespa/São Bernardo, São Bernardo/SP

 Bento Vôlei, Bento Gonçalves/RS

 Campinas, Campinas/SP

 Cimed, Florianópolis/SC

 Minas, Belo Horizonte/MG

 Náutico, Araraquara/SP

 Santo André, Santo André/SP

 São Caetano, São Caetano do Sul/SP

 São Leopoldo, São Leopoldo/RS

 UCS, Caxias do Sul/RS

 Ulbra/São Paulo, Canoas/RS

 Unisul, São José/SC

## Regulamento
- Fase Classificatória:A primeira fase da Superliga foi realizada com a participação de doze equipes. A competição foi dividida em duas fases. Na primeira, as equipes jogaram entre si, em turno e returno, realizando 22 partidas cada uma.
- Playoffs:As oito melhores colocadas avançaram às quartas-de-final(melhor de três jogos), obedecendo ao seguinte cruzamento: 1.º x 8.º, 2.º x 7.º, 3.º x 6.º e 4.º x 5.º, em playoffs melhor de três jogos.

As quatro equipes vencedoras avançaram às semifinais (melhor de cinco jogos), respeitando o seguinte critério: o vencedor do jogo entre o 1.º e o 8.º enfrentará o do jogo entre o 4.º e o 5.º, e o ganhador da partida entre o 2.º e o 7.º terá pela frente o do confronto entre o 3.º e o 6.º. Os dois times vencedores disputaram o título na final, também em uma série melhor de cinco jogos.

## Campeão
| Superliga Brasileira Masculina 2005-06 |
| -------------------------------------- |
| Cimed 1.º Título                       |